# Bisacodilo
El bisacodilo es un fármaco laxante prescrito en el tratamiento del estreñimiento crónico, que actúa en la luz del intestino grueso, aumentando la motilidad, reduciendo el tiempo de tránsito y aumentando el contenido de agua en las heces. Se expende sin fórmula de prescripción, puede ser administrado por vía oral o vía rectal.

## Historia
El bisacodilo, un compuesto sintético derivado de la antraquinona (compuesto orgánico que se encuentra de manera natural en varias plantas). El bisacodilo no se extrae directamente de ninguna planta, es el resultado de una serie de investigaciones científicas que se desarrollaron a lo largo de la década de 1950 con la exploración del potencial terapéutico de compuestos presentes en diversas plantas y con propiedades laxantes conocidas desde la antigüedad. En la década de 1920, científicos sentaron las bases para futuras investigaciones al comprender los mecanismos de acción de estos compuestos en el organismo.
Posteriormente, en la década de 1950, científicos alemanes de la compañía farmacéutica C.H. Boehringer Sohn sintetizó el bisacodilo. Este avance representó un hito en la búsqueda de un tratamiento más efectivo para el estreñimiento.
Tras su patente y comercialización bajo el nombre "Laxoberal" en 1957, el bisacodilo se introdujo en el mercado internacional, convirtiéndolo en una opción terapéutica segura y eficaz para millones de personas que sufren de estreñimiento ocasional o como preparación para procedimientos médicos.
Exploración del potencial terapéutico de compuestos de antraquinona.
En el siglo XIX, los científicos comenzaron a aislar y estudiar los compuestos de antraquinona presentes en estas plantas. Descubrieron que estos compuestos tenían la capacidad de estimular el movimiento intestinal (peristalsis) y aumentar la secreción de fluidos intestinales, promoviendo así la evacuación de las heces. A principios del siglo XX, la investigación sobre los compuestos de antraquinona se intensificó. Se sintetizaron derivados semi-sintéticos y sintéticos con mayor potencia laxante que los compuestos naturales. Entre estos derivados, se encontraba la emodina, un compuesto que posteriormente sería utilizado como base para el desarrollo del bisacodilo.

## Descripción
El bisacodilo, químicamente conocido como 4,4'-diacetoxi-difenil-(piridil-2)-metano.
Es un medicamento ampliamente utilizado dentro del grupo de los laxantes estimulantes, perteneciente a la categoría de fármacos diseñados para tratar el estreñimiento ocasional y facilitar la evacuación intestinal en ciertas situaciones médicas específicas. Su función principal radica en la irritación de las terminaciones nerviosas del intestino, lo que desencadena contracciones musculares y aumenta la motilidad intestinal. Esta acción produce un efecto laxante que ayuda a aliviar el estreñimiento y a vaciar los intestinos, siendo útil en situaciones como la preparación para procedimientos médicos que requieren un intestino limpio, como las colonoscopias o ciertas cirugías abdominales.

## Farmacocinética

### Vías de administración

#### Vía oral
- Comprimidos o cápsulas

- Solución líquida: En algunos casos, el bisacodilo puede presentarse en forma líquida para su administración oral, lo cual puede resultar beneficioso para pacientes con dificultades para tragar comprimidos o cápsulas.[4]

#### Vía rectal
- Supositorios: Los supositorios de bisacodilo se introducen en el recto, donde se disuelven y liberan el principio activo directamente en el colon, induciendo así la evacuación intestinal en un periodo de 15 a 60 minutos.[4]
- Enemas rectales: Los enemas rectales de bisacodilo se administran mediante la introducción de una solución líquida en el recto a través de un aplicador. La solución se retiene durante un breve periodo antes de ser expulsada junto con las heces, facilitando así la evacuación intestinal.[4]

### Absorción
La absorción del bisacodilo y el inicio de su efecto laxante dependen de diversos factores, incluyendo la forma farmacéutica (comprimido, supositorio, etc.), la dosis administrada y las características individuales del paciente. En el caso del bisacodilo, el efecto de primer paso es extenso, lo que significa que una gran parte del medicamento se metaboliza en la mucosa del intestino delgado  antes de llegar a su sitio de acción en el intestino grueso, se estima de que entre el 60% y el 80% del bisacodilo absorbido en el intestino delgado se metaboliza. Esto significa que solo se obtendrá una biodisponibilidad  entre el 20% y el 40% del bisacodilo administrado que  llega sin modificar a la circulación sistémica y está disponible para actuar en el intestino grueso.La administración del bisacodilo en supositorios puede aumentar su biodisponibilidad hasta un 60%.

### Distribución
Se distribuye a través del torrente sanguíneo hacia varios tejidos y órganos del cuerpo. El bisacodilo no se metaboliza significativamente en el hígado y se excreta principalmente en las heces sin cambios, esto significa que el fármaco no se acumula en el organismo.
Dado su mecanismo de acción local en el intestino, el bisacodilo ejerce su efecto principalmente en el tracto gastrointestinal, donde estimula las contracciones musculares y aumenta la motilidad intestinal, aunque no se distribuye ampliamente en otros tejidos, su efecto laxante puede tener implicaciones sistémicas, como la posible pérdida de electrólitos debido a la eliminación acelerada de las heces.
En el caso de la administración rectal del bisacodilo, el proceso de distribución en el organismo sigue siendo similar en muchos aspectos, aunque con algunas diferencias importantes. Después de la administración rectal, el bisacodilo se absorbe a través de la mucosa rectal y se distribuye en el torrente sanguíneo, desde allí, se transporta a través de la circulación sistémica hacia varios tejidos y órganos del cuerpo, incluyendo el tracto gastrointestinal.
El bisacodilo, al igual que en la administración oral, no experimenta una metabolización significativa en el hígado y regresa al intestino por vía biliar, esto implica que la distribución del bisacodilo se limita principalmente al tracto gastrointestinal y a los tejidos alcanzados por la circulación sanguínea, independientemente de si fue administrado por vía oral o rectal.
Sin embargo, la administración rectal puede tener una velocidad de absorción más rápida en comparación con la administración oral, lo que podría resultar en un inicio de acción más rápido del bisacodilo. Esto se debe a que el fármaco se absorbe directamente a través de la mucosa rectal, evitando el paso por el tracto gastrointestinal y la posible degradación por enzimas digestivas.

### Metabolismo y metabolitos
El bisacodilo es metabolizado en la mucosa intestinal convirtiéndose en el metabolito activo bis-(p-hidroxifenil)-piridil-2-metano (BHPM), siendo este el responsable del aumento de las contracciones peristálticas del colon, la anterior acción está mediada por las enzimas desacetilasas endógenas; se ha estimado que la vida media plasmática del BHPM es de 7,7 horas para los comprimidos.

### Excreción
La excreción del bisacodilo se produce principalmente a través de dos vías, la proporción de excreción por cada vía puede variar dependiendo de factores como la dosis administrada, la edad del paciente y su función renal.
- Vía renal: El bisacodilo y sus metabolitos se eliminan en gran parte por los riñones a través de la orina.
- Vía fecal: Una parte del bisacodilo se excreta sin cambios a través de las heces.

## Farmacodinámica

### Mecanismo de acción
El bisacodilo, como laxante estimulante, desencadena su acción a través de un proceso complejo en el colon. Las enzimas intestinales y bacterianas hidrolizan el bisacodilo a un metabolito activo llamado bis-(p-hidroxifenil)-piridil-2-metano (BHPM), que estimula la mucosa intestinal y desencadena una respuesta refleja que se traduce en contracciones musculares en el colon, conocidas como peristaltismo, responsable de su acción laxante. La motilidad colónica puede presentarse como contracciones fásicas (contracciones de corta duración) o como tono (estado prolongado de contracciones).

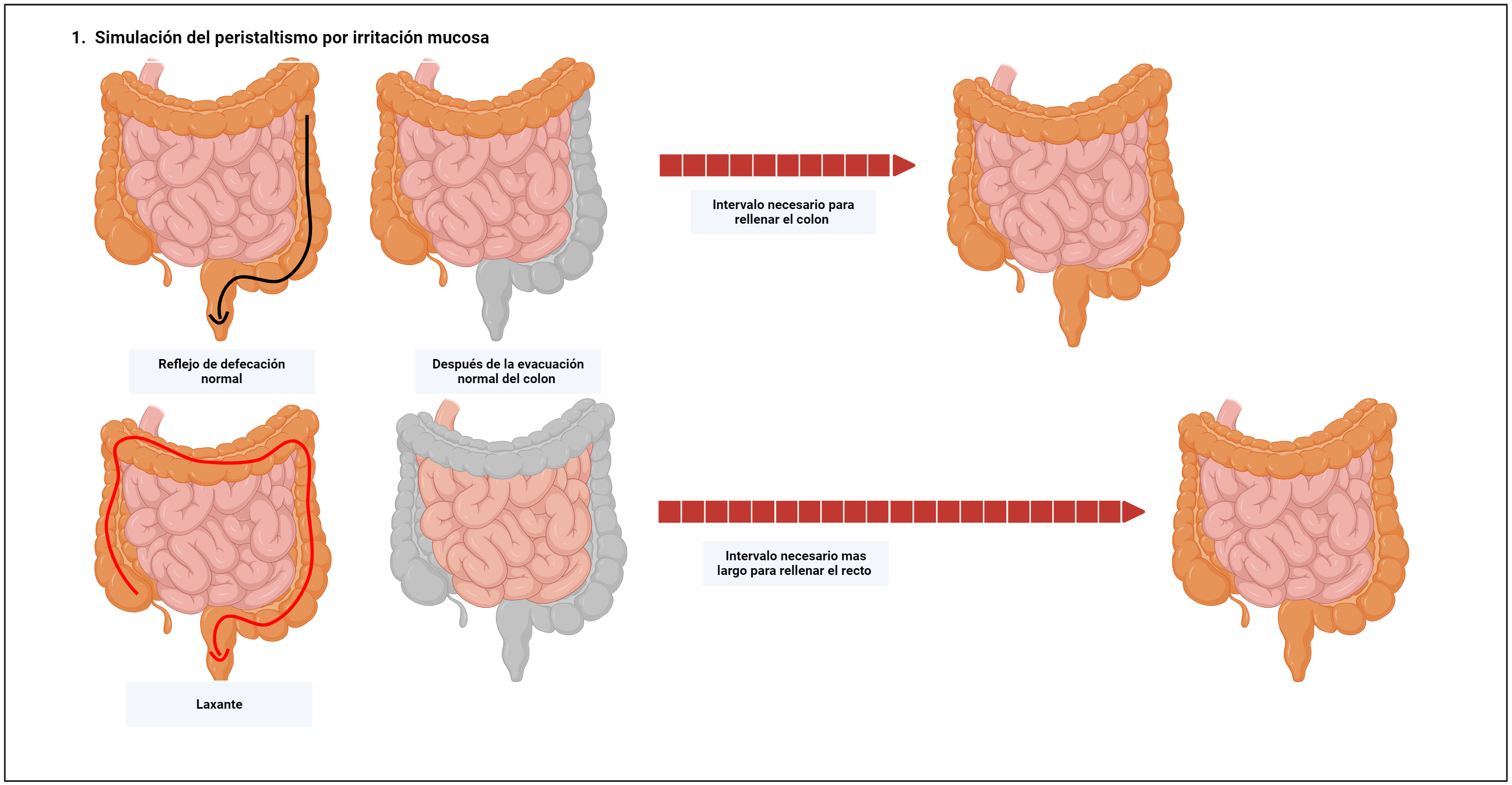
Gráfica 1. Simulación del peristaltismo por irritación de mucosa

Este metabolito tiene un doble efecto en el colon: actúa como un agente antiabsortivo-secretor y como un agente procinético directo al estimular las terminaciones nerviosas parasimpáticas en la mucosa colónica; el agente antiabsortivo-secretor aumenta la liberación de agua y electrolitos en el colon e inhibe la absorción de agua, lo que mejora la consistencia y aumenta el volumen de las heces, el agente procinético activa el peristaltismo intestinal, estimulando la defecación. 
El bisacodilo estimula la adenilato ciclasa en las células, lo que altera la absorción de líquidos del intestino delgado, e incrementa los niveles de AMP cíclico y desencadena la secreción activa de cloruro y bicarbonato, junto con la salida pasiva de sodio, potasio y agua, y la disminución en la absorción de sodio y cloruro en dichas células. Además, el bisacodilo puede provocar su efecto laxante al reducir la presencia de acuaporina 3 (AQP3) en el colon, inducida por la secreción de PEG(2) que se da por la activación directa de los macrofagos del colon  lo que resulta en la inhibición de la transferencia de agua desde el lado luminal al vascular.
Como resultado, se produce una mayor cantidad de líquido en el intestino, lo que ablanda las heces y facilita su paso a través del tracto gastrointestinal, por lo tanto, el bisacodilo no solo actúa directamente sobre la motilidad intestinal mediante la estimulación del peristaltismo, sino que también influye en la consistencia de las heces al promover la secreción de líquido en el colon.

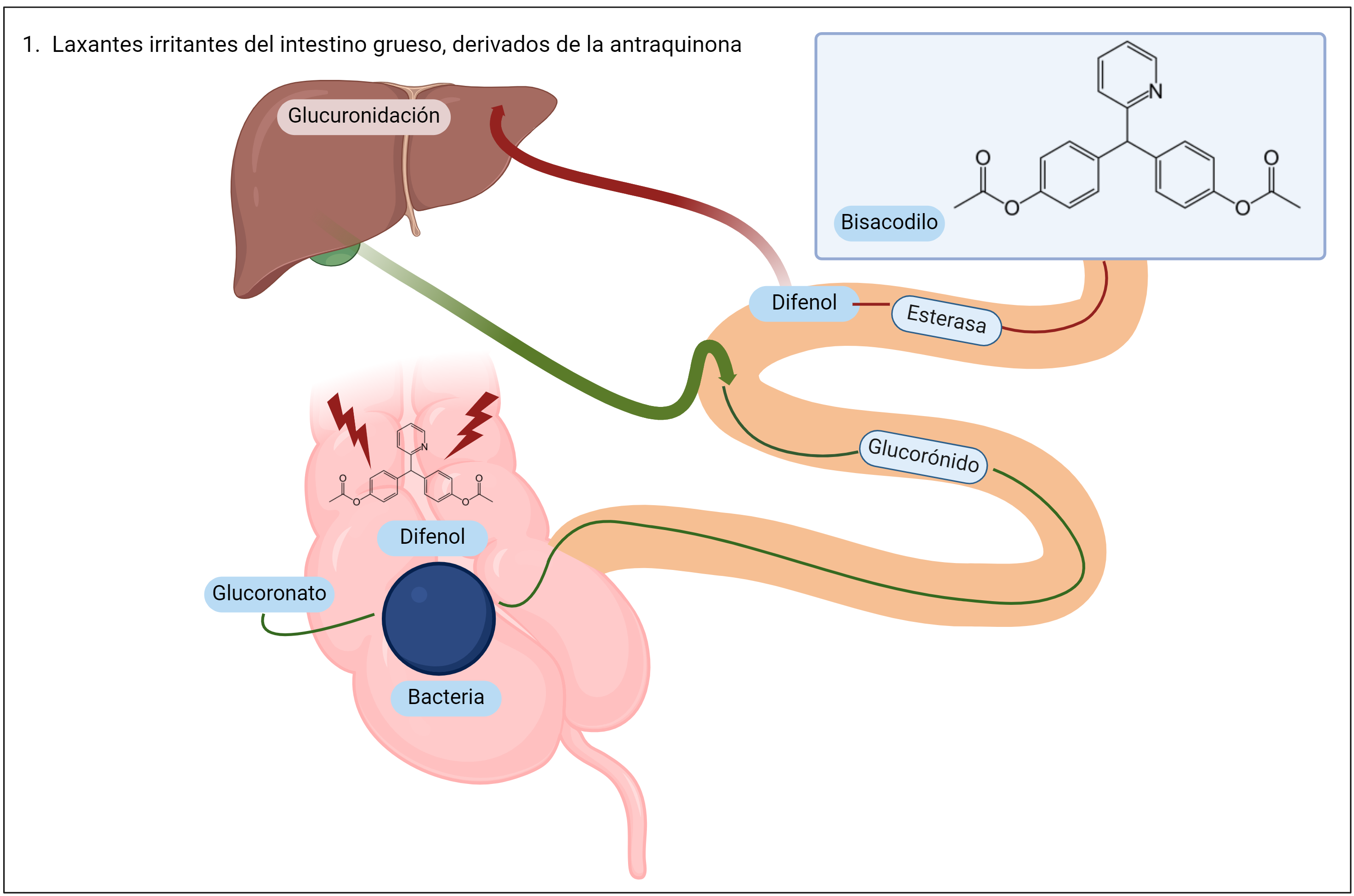
Gráfica 2. Laxantes irritantes del intestino grueso derivados de la antraquinona

El paso a paso del medicamento en el intestino grueso, es el siguiente: Después de su administración oral o rectal, pasa al hígado, donde sufre el proceso de glucuronidación (Se añade un grupo glucurónido a la molécula del bisacodilo) convirtiéndolo en un glucurónido inactivo, este es transportado desde el hígado hacia el intestino grueso, en el intestino las bacterias hidrolizan el bisacodilo glucurónido mediante la enzima esterasa, convirtiéndolo en su forma activa difenol, el difenol es el compuesto activo que me va a generar la irritación de la mucosa del intestino grueso, la motilidad intestinal y la acumulacion de agua y electrolitos, con el fin de evacuar las heces.

### Efectos farmacológicos
- Reducción y/o eliminación del estreñimiento
- Trastornos gastrointestinales: Puede evidenciar dolor abdominal, flatulencias, distensión abdominal e hipotonía intestinal.
- Trastornos en piel: Es muy poco probable de evidenciar aunque puede presentar erupciones cutáneas exantemáticas

El uso de bisacodilo de manera repetida o durante largos periodo de tiempo puede dar lugar a fenómenos de desequilibrio electrolítico 
- Puede dañar la mucosa
- Respuesta inflamatoria
- Puede causar hipermagnesemia
- Puede disminuir la tasa de filtración glomerular.[9]

### Interacciones
El bisacodilo puede interactuar con otros medicamentos que actúan en el intestino, potenciando o disminuyendo sus efectos.
| Fármacos que interaccionan con Bisacodilo | |
| Fármaco | Resultados de la interacción |
| Sulfato de Sodio | (x) Los laxantes (estimulantes) pueden potenciar el efecto adverso/tóxico del sulfato de sodio. Específicamente, puede aumentar el riesgo de ulceración de la mucosa o colitis isquémica. |
| Antiácidos (Cimetidina. Famotidina. Ranitidina), inhibidores de bomba de protones(omeprazol, pantoprazol, lansoprazol, esomeprazol, y rabeprazol) | (D) Los antiácidos pueden disminuir el efecto terapéutico de Bisacodilo. Los antiácidos pueden hacer que el recubrimiento entérico de las tabletas de bisacodilo se disuelva demasiado rápido y el fármaco se libera antes de llegar al intestino grueso. Puede producir irritación gástrica u duodenal y/o calambres, cuando se administran dentro de la hora posterior a la administración de bisacodilo. |
| Solución de electrolitos de polietilenglicol | (D) Los laxantes (estimulantes) pueden potenciar el efecto adverso/tóxico de la solución electrolítica de polietilenglicol. Específicamente, puede aumentar el riesgo de ulceraciones aftosas de la mucosa colónica. |
| Diuréticos tiazídicos, adrenocorticosteroides y raíz de regaliz                                                                                   | (D) La administración concomitante de bisacodilo con otros fármacos inductores de hipopotasemia puede favorecer el desequilibrio electrolítico. (X) Raíz de regaliz. |
| Digoxina | (D) El uso prolongado de laxantes puede originar una depleción de los niveles de potasio, aumentando la toxicidad de la digoxina. |
| Anticoagulantes orales (acenocumarol, warfarina)                                                                                                  | (C) El uso prolongado de laxantes puede provocar pérdida excesiva de agua y de potasio. |
| Los agonistas beta- adrenérgicos | (C) El uso concomitante de bisacodilo puede aumentar el riesgo de hipopotasemia y la posibilidad de alteraciones de la función cardíaca. |

## Uso clínico

### Limpieza intestinal
El bisacodilo se utiliza para preparar el intestino para procedimientos médicos como colonoscopias, cirugías abdominales y radiografías de abdomen. Su uso previo a estos procedimientos ayuda a limpiar el intestino y facilitar la visualización durante el examen o la cirugía.

### Estreñimiento
Alivio temporal del estreñimiento ocasional y la irregularidad.
El Colegio Estadounidense de Gastroenterología (ACG) y la Asociación Estadounidense de Gastroenterología (AGA) respaldan el uso a corto plazo de bisacodilo como una opción terapéutica para abordar el estreñimiento idiopático crónico.
Indicaciones en Pediatría:
- Alivio sintomático del estreñimiento ocasional en niños a partir de los 10 años de edad y adolescentes, por vía oral o rectal.
- Alivio sintomático del estreñimiento crónico en niños a partir de los 2 años por vía oral. Los niños de 2-10 años deben ser tratados bajo estricta supervisión médica.
- Por vía rectal, no está autorizado el uso en menores de 10 años.
- Está contraindicado el uso de comprimidos en niños menores de 2 años.[12]

### Efectos adversos
Para la evaluación de las reacciones adversas (RAM) se tendrán en cuenta los criterios de la CIOSM.
| Reacciones adversas a Bisacodilo |                 |                                              |
| Sistema implicado                | Grupo CIOSM     | Tipo de reacción                             |
| Abdomen                          | Muy frecuentes  | Distensión abdominal,dolor abdominal         |
| Abdomen                          | Frecuentes      | Náuseas, vómitos, diarrea                    |
| Abdomen                          | Poco frecuentes | Malestar abdominal como cólicos o calambres. |
| Abdomen                          | Raros           | Sangrado rectal                              |
| Abdomen                          | Muy raros       | Reacciones alérgicas graves                  |

El bisacodilo y otros laxantes estimulantes pueden causar malestar abdominal como cólicos o calambres abdominales leves, náuseas, vómitos, irritación rectal . El uso prolongado o la sobredosis pueden causar diarrea con pérdida excesiva de agua y electrolitos, especialmente potasio; también existe la posibilidad de desarrollar un colon atónico no funcional, donde la actividad propulsora natural se reduce y se correlaciona con la pérdida de los pliegues haustrales del colon; esto podría indicar lesión neuronal o muscular causada por estos agentes. Puede observarse hematoquecia (sangre en las heces), pero generalmente es leve y autolimitante; la diarrea con sangre más severa puede estar asociada con isquemia mucosa colónica. Se han reportado raramente reacciones de hipersensibilidad, incluyendo angioedema y reacciones anafilactoides. Cuando se administra por vía rectal, el bisacodilo a veces causa irritación y puede provocar proctitis o desprendimiento del epitelio. Para evitar la irritación gástrica, las tabletas de bisacodilo están recubiertas entéricamente.
El abuso de laxantes se ha relacionado con un mayor riesgo de cáncer de colon, pero se conoce poco sobre su potencial carcinogénico a largo plazo. Este estudio investigó los efectos del bisacodilo (4,3 y 43 mg/kg) sobre los focos de criptas aberrantes (ACF) y los tumores inducidos por azoximetano (AOM) en ratas. Los resultados mostraron que el bisacodilo, administrado solo, no indujo ACF ni tumores colónicos. Sin embargo, cuando se combinó con AOM, el bisacodilo en dosis altas aumentó significativamente el número de criptas por foco y de tumores. 

### Contraindicaciones
El bisacodilo no debe administrarse a pacientes con:
- Obstrucción intestinal.
- Trastornos abdominales agudos como apendicitis o perforación intestinal, en las que aumentar el peristaltismo es peligroso.
- Hemorragia digestiva y enfermedades inflamatorias intestinales (colitis ulcerosa y enfermedad de Crohn) debido al efecto irritante de la mucosa del bisacodilo.
- Deshidratación severa.
- Trastornos anales,como fisura anal, proctitis o  hemorroides. Los supositorios de bisacodilo vía rectal pueden producir irritación local.
- Desequilibrio electrolítico (es decir, hipopotasemia, hiponatremia, alcalosis metabólica o acidosis).
- Alergia o hipersensibilidad al bisacodilo.

### Consideraciones especiales

#### Embarazo
La absorción de bisacodilo es mínima debido a su baja biodisponibilidad, lo que influye en su perfil de seguridad y en las precauciones recomendadas para su uso, por su  mínima absorción no se asocia con un riesgo mayor de anomalías congénitas. Sin embargo,se recomienda que se utilice sólo a corto plazo u ocasionalmente ya que pueden presentar efectos secundarios como calambres abdominales, exceso de sal, hipopotasemia (niveles bajos de potasio), hiponatremia (niveles bajos de sodio) y deshidratación por diarrea grave en las mujeres embarazadas.

#### Lactancia
El bisacodilo no se absorbe en el tracto gastrointestinal, y su metabolito activo, que si es absorbido, no se encuentra en la leche materna. Por lo tanto, es seguro tomar bisacodilo durante la lactancia y no es necesario tomar precauciones especiales.
Un estudio de dos grupos de 8 mujeres lactantes, sanas que no estaban amamantando tuvo como objetivo determinar si la administración de los profármacos bisacodilo y  picosulfato de sodio metabolizados al fármaco activo, bis-(p-hidroxifenil)-2-piridil-2-metano (BHPM), conduce la excreción en la leche materna. los resultados mostraron que el BHPM, no se detectó en la leche materna humana, por consiguiente se considera que  el uso de bisacodilo  y  picosulfato de sodio, es bien tolerado en mujeres lactantes, en relación con la exposición de los bebés al BHPM a través de la leche materna.

### Sobredosis
La ingesta excesiva o dosificación elevada de bisacodilo estimula la liberación de sodio en el colon lo que produce un cambio de líquido osmótico que puede provocar calambres abdominales y  diarrea severa, lo que resulta en desequilibrios en los electrolitos del cuerpo, como la disminución de los niveles de potasio (hipocalcemia), así como acidosis metabólica o alcalosis, que también pueden ocasionar síntomas como vómitos y debilidad muscular.

### Presentaciones
El bisacodilo es un medicamento que contiene un solo principio activo:
- Bisacodilo

Por sus propiedades fisicoquímicas, forma farmacéutica y requisitos de conservación, entre los excipientes habituales para este producto nos podemos encontrar con los siguientes:
- Comprimidos:
  - Almidón de maíz
  - Celulosa microcristalina
  - Croscarmelosa sódica
  - Estearato de magnesio
  - Lactosa
  - Glicerol (E422)
  - Sacarosa
  - Aceite de ricino
  - Sílice coloidal anhidra
  - Talco
  - Dióxido de titanio (para recubrimientos)(E-171)
  - Óxidos de hierro (para recubrimientos)(E-172)
- Supositorios:
  - Gliceridos semisintéticos sólidos.[12][23][24]

## Uso veterinario
Para el estreñimiento en perros y gatos, teniendo en cuenta que este tipo de laxantes, estimulan los nervios que provocan la contracción del músculo liso lo que puede conllevar a daño en los nervios si su uso es prolongado, no se recomienda su uso continuo diario. La dosificación de bisacodilo es de 5 mg por vía oral cada 24 horas.
Antes de un procedimiento como la colonoscopia, para preparar el intestino  para la exploración, tanto en perros como en gatos, la administración de 5 mg de bisacodilo la noche anterior al procedimiento generalmente mejora la eficacia de los enemas.

## Controversias

### Tolerancia a estos medicamentos
El uso de laxantes estimulantes como el bisacodilo puede conllevar a la hipocalemia y a una disminución de su eficacia con el tiempo debido a varios mecanismos. El bisacodilo actúa incrementando la motilidad intestinal y la secreción de líquidos y electrolitos en el intestino, lo que puede resultar en una mayor excreción de potasio a través de las heces. Esta excreción elevada de potasio puede llevar a niveles bajos de potasio en la sangre, condición conocida como hipocalemia. La hipocalemia puede afectar negativamente la función muscular, incluyendo la del músculo liso intestinal, lo que disminuye la eficacia del laxante. Además, el uso prolongado de laxantes estimulantes puede llevar a una dependencia física del intestino a la estimulación externa para evacuar, y con el tiempo, se puede desarrollar tolerancia. Esto significa que se necesitan dosis cada vez mayores para obtener el mismo efecto, y eventualmente, el laxante puede perder su eficacia.
El uso crónico de bisacodilo también puede dañar la mucosa intestinal, lo que puede contribuir a una menor motilidad intestinal. Además, las alteraciones en la flora bacteriana normal del intestino pueden resultar de su uso prolongado, exacerbando los problemas de motilidad. Estos factores combinados hacen que el uso prolongado de laxantes no solo sea menos efectivo, sino también potencialmente perjudicial para la salud intestinal en general.

### Uso en trastornos del apetito
Individuos con bulimia nerviosa tienen episodios de atracones seguidos de purgas mediante métodos como el uso de laxantes, diuréticos y el vómito autoinducido. A diferencia de la anorexia, la bulimia implica consumir grandes cantidades de comida en secreto. Esta condición puede provocar graves problemas metabólicos y ritmos cardíacos anormales en los ventrículos. La muerte súbita es un riesgo y podría estar precedida por alteraciones en el electrocardiograma. Para diagnosticar el abuso crónico de laxantes, es posible realizar pruebas de sangre y orina para detectar los componentes activos de los laxantes. Los laboratorios clínicos ofrecen una variedad de pruebas para identificar sustancias como el bisacodilo y el dantrón.

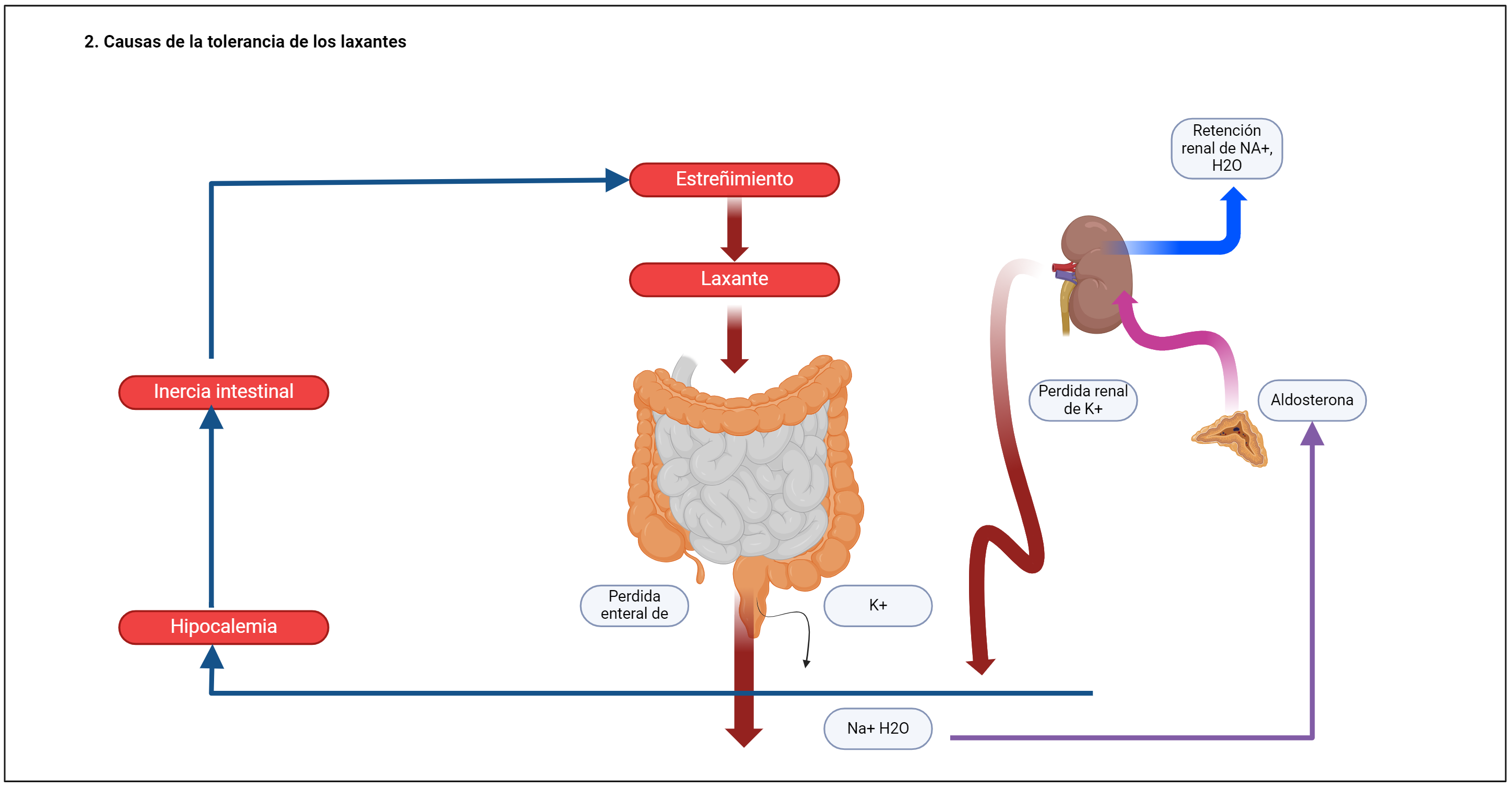
Gráfica 3. Tolerancia al biscodilo